# Hellmuth Gensicke
Hellmuth Gensicke (* 29. Juni 1917 in Alpenrod; † 17. September 2006 in Wiesbaden) war ein deutscher Historiker, Archivar und Direktor des Hessischen Hauptstaatsarchivs in Wiesbaden.

## Leben
Gensicke war Sohn des Pfarrers in Alpenrod. Zeitweise wuchs er in Braubach auf. Er besuchte die Gymnasien in Hadamar und Oberlahnstein. 1935 erwarb er das Abitur. Er studierte von 1935 an in Marburg, Königsberg, Bonn und Berlin Geschichtswissenschaften, Germanistik, Volkskunde und evangelische Theologie. Sein Studium musste er 1939 unterbrechen, da er im Dezember des Jahres zur Wehrmacht eingezogen wurde. In Folge einer Kriegsverletzung im Februar 1944 wurde sein rechtes Bein amputiert. Nach der amerikanischen Kriegsgefangenschaft von März 1945 bis Juni 1945 nahm er sein Studium in Marburg wieder auf. Im Jahr 1947 wurde er an der Universität Marburg mit der Dissertation Landesgeschichte des Westerwaldes, die er bereits 1938 begonnen hatte, zum Dr. phil. promoviert. Seine Dissertationsschrift wurde zur Grundlage für das gleichnamige, 1958 erschienene und bis heute nicht überholte Standardwerk zur Regionalgeschichte des Westerwaldes. Dieses Buch wurde 1987 und 1999 neu aufgelegt. 1948 legte Gensicke das Erste Staatsexamen für das Lehramt an höheren Schulen ab.
Nach dem Studium wurde Gensicke Assistent an der Universität Mainz. Im Jahr 1949 lernte er parallel zu seiner Mainzer Tätigkeit an der Archivschule Marburg. Dort legte er im folgenden Jahr die archivarische Staatsprüfung ab, fand aber zunächst keine Anstellung in diesem Beruf.
Über verschiedene archivarische Projekttätigkeiten und die Veröffentlichung von Ergebnissen privater Forschungsarbeiten kam Gensicke zum 1. Juli 1953 ins Hessisches Staatsarchiv Darmstadt. Im Jahr 1965 wechselte er ins Hessische Hauptstaatsarchiv nach Wiesbaden, als dessen Direktor er 1982 in den Ruhestand ging. Er war der Verfasser von mehr als 500 genealogischen, volkskundlichen, kirchen- und regionalgeschichtlichen Beiträge mit den Schwerpunkten Westerwald, Taunus, Mittelrhein und Nassau.
Gensicke war seit 1949 Mitglied des Vereins für Nassauische Altertumskunde und Geschichtsforschung und gehörte von 1962 bis 1980 dessen Vorstand an. Er war von 1952 an, vierzig Jahre lang, einer der renommiertesten Mitautoren der Nassauischen Annalen des Vereins. Gensicke war Mitglied der Historischen Kommission für Nassau (seit 1951), der Historischen Kommission Darmstadt (seit 1955) und der Historischen Kommission für Hessen (seit 1969). Im April 1970 wurde er außerdem zum korrespondierenden Mitglied der Historischen Kommission für Westfalen gewählt. Ebenfalls gehörte er der Familienkundlichen Gesellschaft für Nassau und Frankfurt an, deren Vorsitzender er von 1978 bis 1987 war.
Hellmuth Gensicke wurde für seine historische Arbeit vielfach ausgezeichnet. So erhielt er 1976 von der Stadt Braubach die Heinrich-Schlusnus-Medaille. Im Jahre 1983 wurde er für seine Bemühungen um die Forschungen zur Landesgeschichte des Westerwaldes mit der Eugen-Heyn-Medaille des Westerwald-Vereins ausgezeichnet. Drei Jahre später erhielt er den Verdienstkreuz am Bande der Bundesrepublik Deutschland.
Hellmuth Gensicke war seit 1950 mit seiner Frau Hilde verheiratet.

## Veröffentlichungen (Auswahl)
- Landesgeschichte des Westerwaldes. 3. Auflage. Historische Kommission für Nassau, Wiesbaden 1999, ISBN 3-922244-80-7.
- Geschichte der Stadt Braubach. Stadt Braubach, Braubach 1976.